# Clormidazol
Fármaco antifúngico derivado del benzinidazol descubierto en 1958 para uso tópico. Actúa de forma similar al resto de imidazoles interfiriendo la síntesis de ergosterol a nivel  de membrana fúngica. En la actualidad no se comercializa en muchos países, habiendo sido superado en su eficacia por numerosos derivados del imidazol.